# Saint-Étienne-de-Chomeil
Saint-Étienne-de-Chomeil är en kommun i departementet Cantal i regionen Auvergne-Rhône-Alpes i mitten av Frankrike. Kommunen ligger  i kantonen Riom-ès-Montagnes som ligger i arrondissementet Mauriac. År 2022 hade Saint-Étienne-de-Chomeil 252 invånare.

## Befolkningsutveckling
Antalet invånare i kommunen Saint-Étienne-de-Chomeil
Referens:INSEE